# Igoris Morinas
Igoris Morinas (Vilnius, 21 februari 1975) is een Litouws voormalig voetballer. Hij speelde in zijn carrière voor clubs uit Litouwen en Duitsland. Morinas kwam tussen 1996 en 2007 meer dan vijftig keer uit voor het Litouws voetbalelftal.

## Clubcarrière
Morinas begon zijn loopbaan bij FK Panerys Vilnius uit zijn geboortestad. Na twee jaar maakte hij de overstap naar stadsgenoot VMFD Žalgiris. Na een reeks van goede wedstrijden werd hij gecontracteerd door Hannover 96 uit Duitsland. Hier speelde hij in vier jaar meer dan 75 wedstrijden. In 2002 stapte Morinas over naar 1. FSV Mainz 05. In 2003 tekende hij voor zijn laatste Duitse club, SSV Jahn Regensburg. In hetzelfde jaar nog keerde Morinas terug naar Litouwen en kwam hij opnieuw uit voor Žalgiris. Via FK Kruoja Pakruojis kwam Morinas in 2010 weer bij Žalgiris terecht waar hij in 2011 zijn carrière beëindigde.

## Interlandcarrière
Morinas maakte zijn debuut voor het Litouws voetbalelftal op 9 juli 1996 in de Baltische Beker tegen Estland. Zijn eerste goal maakte hij op 9 juli 1997 ook in het kader van de Baltische Beker tegen Estland. Morinas was driemaal aanvoerder van Litouwen, waaronder de finale van de Baltische Beker van 2005 die met 2–0 werd gewonnen van Letland. Morinas maakte beide doelpunten. Morinas nam na de met 0–2 gewonnen kwalificatiewedstrijd voor het EK 2008 in en tegen Georgië afscheid van het interlandvoetbal.
| Interlanddoelpunten van Igoris Morinas voor Litouwen | Interlanddoelpunten van Igoris Morinas voor Litouwen | Interlanddoelpunten van Igoris Morinas voor Litouwen | Interlanddoelpunten van Igoris Morinas voor Litouwen | Interlanddoelpunten van Igoris Morinas voor Litouwen | Interlanddoelpunten van Igoris Morinas voor Litouwen |
| No.                                                  | Datum                                                | Wedstrijd                                            | Score                                                | Uitslag                                              | Competitie                                           |
| Als speler van Žalgiris                              | Als speler van Žalgiris                              | Als speler van Žalgiris                              | Als speler van Žalgiris                              | Als speler van Žalgiris                              | Als speler van Žalgiris                              |
| ---------------------------------------------------- | ---------------------------------------------------- | ---------------------------------------------------- | ---------------------------------------------------- | ---------------------------------------------------- | ---------------------------------------------------- |
| 1                                                    | 9 juli 1997                                          | Litouwen – Estland                                   | 1 – 0                                                | 2 – 1                                                | Vriendschappelijk                                    |
| 2                                                    | 29 juni 1998                                         | Andorra – Litouwen                                   | 0 – 2                                                | 0 – 4                                                | Vriendschappelijk                                    |
| Als speler van Mainz                                 |                                                      |                                                      |                                                      |                                                      |                                                      |
| 3                                                    | 3 juni 2003                                          | Estland – Litouwen                                   | 0 – 1                                                | 1 – 5                                                | Vriendschappelijk                                    |
| Als speler van Regensburg                            |                                                      |                                                      |                                                      |                                                      |                                                      |
| 4                                                    | 10 september 2003                                    | Faeröer – Litouwen                                   | 0 – 1                                                | 1 – 3                                                | EK 2004 kwalificatie                                 |
| 5                                                    | 10 september 2003                                    | Faeröer – Litouwen                                   | 1 – 2                                                | 1 – 3                                                | EK 2004 kwalificatie                                 |
| Als speler van Žalgiris                              |                                                      |                                                      |                                                      |                                                      |                                                      |
| 6                                                    | 21 mei 2005                                          | Litouwen – Letland                                   | 1 – 0                                                | 2 – 0                                                | Vriendschappelijk                                    |
| 7                                                    | 21 mei 2005                                          | Litouwen – Letland                                   | 2 – 0                                                | 2 – 0                                                | Vriendschappelijk                                    |

## Erelijst
Litouwen
- Baltische Beker

1997, 2005